# Ilorin

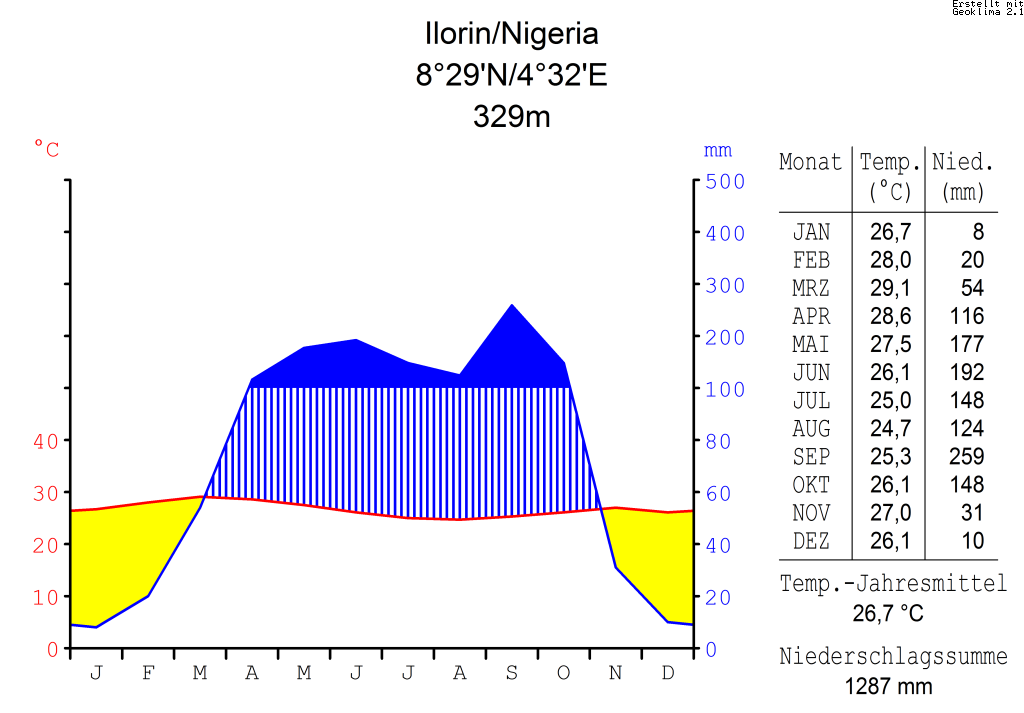
Klimadiagramm Ilorin

Ilorin ist die Hauptstadt des Bundesstaates Kwara in Nigeria mit ca. 1,15 Millionen Einwohnern (Berechnungsstand 2012). Die Stadt liegt im Westen von Nigeria am Ufer des Flusses Awun.

## Geschichte
Der Ort ist Ende des 18. Jahrhunderts gegründet worden. In den 1820er Jahren wurde er als islamisches Emirat dem Fulbe-Kalifat von Sokoto angegliedert. Im Jahre 1897 nahmen britische Truppen die Stadt ein. Seit 1960 gehört Ilorin zum unabhängigen Staat Nigeria.

## Wirtschaft
Die Stadt ist Industrie-, Handels- und Verkehrszentrum in einem überwiegend landwirtschaftlich genutzten Gebiet. Es werden Getreide, Kartoffeln und Erdnüsse angebaut sowie Viehzucht betrieben. Lebensmittel, Zigaretten und Zucker gehören zu den wichtigsten Industrieerzeugnissen. In Ilorin befinden sich eine im Jahre 1976 gegründete Universität und ein technisches Institut.

## Bauwerke
- Kwara State Stadium

## Söhne und Töchter der Stadt
- Saidat Adegoke (* 1985), Fußballspielerin
- Olabisi Afolabi (* 1975), Leichtathletin
- Taiwo Awoniyi (* 1997), Fußballspieler
- Ibrahim Gambari (* 1944), Politiker
- Halimat Ismaila (* 1984), Leichtathletin
- Origbaajo Ismaila (* 1998), Fußballspieler
- Olakunle Olusegun (* 2002), Fußballspieler
- Juwon Oshaniwa (* 1990), Fußballspieler